# Aeroportul Lewiston – Nez Perce County
Aeroportul Lewiston – Nez Perce County (IATA: LWS, ICAO: KLWS, FAA LID: LWS) este un aeroport din Idaho, Statele Unite ale Americii ce deservește zona Lewiston. Aeroportul a fost tranzitat în 2019 de 80.810 pasageri. A fost numit după zona deservită.
Situat la o altitudine de 440 m, aeroportul dispune de 2 piste.

## Infrastructură

### Piste
Aeroportul dispune de 2 piste. Pista 08/26 are suprafața de asfalt și dimensiunile 6.511 picioare × 150 picioare. Pista 12/30 are suprafața de asfalt și dimensiunile 5.002 picioare × 100 picioare. 